# 藤原正範
藤原 正範（ふじわら の まさのり）は、平安時代前期の貴族。藤原南家巨勢麻呂流、左少弁・藤原岳雄の子。官位は従五位下・上総介。

## 経歴
美濃国と信濃国は古来より国境を相争って確定していなかった。そこで、貞観年間に従六位上・左馬権少允の官位にあった正範は刑部少録・靫負継雄と共に国へ派遣され、両国の国司と共に美濃恵那郡と信濃筑摩郡の間にある県坂山岑を国境にすべきとした。その際正範は古記録を確認した上で、以下の報告を行っている。
吉蘇と小吉蘇の両村は恵那郡絵上郷（現在の岐阜県中津川市坂下町から長野県木曽郡南部一帯）の地にある。和銅6年（713年）7月に美濃と信濃両国の境は経路が険隘で往還が非常に困難であったことから、吉蘇路を開通させた。和銅7年（714年）閏2月に開通の褒賞として美濃守・笠麻呂に封邑70戸・功田10町を与え、美濃少掾・門部御立と美濃大目・山口兄人にはそれぞれ位階を進めた。この地は美濃国府からの行程が10余日かかり、信濃国の方が近い。もしここが信濃国の土地であるなら、どうして美濃国司がわざわざ遠く関に入ってまで吉蘇路を開通させるだろうか。
上記報告を受けて、元慶3年（879年）正範の報告通りに国境が確定した。
右衛門大尉を経て、元慶5年（881年）従五位下に叙爵する。その後、上総介に任ぜられる。元慶7年（883年）2月初旬に上総国市原郡の俘囚40数名が反乱を起こし、官物を盗取して人民数名を殺害する。このため同国の兵士1000名により追討を行ったところ、反乱を起こした俘囚は俘囚民用の廬舎を焼いて山中に逃亡してしまった。ここで正範は討伐のために数千名の兵士が必要である旨、飛駅を用いて奏言した。これに対して40名ほどの盗人に関して飛駅を用いてまで奏言する必要はないこと、直ちに太政官符を下して人夫を徴発して追捕せよとの勅が下された。10日ほどで反乱は鎮圧され、正範と上総大掾・文室善友らはその勇略を賞されるが、妄りに飛駅を用いてまで奏言することを禁じられている。

## 官歴
『日本三代実録』による。
- 貞観年間：従六位上。左馬権少允
- 時期不詳：正六位上。右衛門大尉
- 元慶5年（881年） 2月14日：従五位下
- 元慶7年（883年） 2月9日：見上総介